# Comuna Berești-Meria, Galați
Berești-Meria este o comună în județul Galați, Moldova, România, formată din satele Aldești, Balintești, Berești-Meria (reședința), Onciu, Pleșa, Prodănești, Puricani, Săseni, Slivna și Șipote. Conform recensămîntului din 2011, comuna Berești-Meria are o populație de 3771 de locuitori.

## Așezare
Comuna se află în nordul județului, la limita cu județul Vaslui. Este străbătută de șoseaua județeană DJ242A, care o leagă spre vest de Berești, Rădești și Bălăbănești (unde se termină în DN24D) și spre est de Cavadinești, precum și de șoseaua județeană DJ242B, care o leagă spre sud de Berești, Băneasa și Târgu Bujor, și spre nord în județul Vaslui de Mălușteni și Epureni (unde se termină în DN24A). Prin comună trece și calea ferată Galați-Bârlad, pe care este deservită de stația Berești, aflată în orașul Berești.

## Istorie
La sfârșitul secolului al XIX-lea, comuna purta numele de Berești, făcea parte din plasa Horincea a județului Covurlui și era formată din satele Merea, Târgu Berești, Aldești și Șipotele, având în total 2922 de locuitori ce trăiau în 692 de case. În comună existau trei mori cu aburi, patru biserici și o sinagogă (la Târgu Berești), precum și patru școli: una de băieți la Târgu Berești, cu 40 de elevi, una de fete, tot la Târgu Berești, cu 40 de eleve, și alte două școli mixte — una în satul Berești, cu 21 de elevi și una la Aldești, cu 35. La acea dată, pe teritoriul actual al comunei mai funcționau, în aceeași plasă, și comunele Balintești, Prodănești și Slivna. Comuna Balintești avea 700 de locuitori în satele Cioinagi, Balintești, Ghirbățeni și Pochișcani, având două biserici și o școală mixtă cu 42 de elevi. În comuna Prodănești, formată din satele Prodănești, Puricani și Săseni, trăiau 999 de locuitori și existau două biserici și o școală mixtă. În fine, comuna Slivna avea 996 de locuitori în satele Slivna și Onciu, unde existau două biserici și o școală.
Anuarul Socec din 1925 consemnează desființarea comunei Prodănești și trecerea tuturor satelor ei la comuna Slivna. În 1931, este consemnată apariția din nou a comunei Prodănești, cu numele de Regele Ferdinand, ca și satul de reședință, precum și separarea satelor Aldești și Șipotele pentru a forma comuna Aldești. După instaurarea regimului comunist, satul și comuna Regele Ferdinand au revenit la denumirea de Prodănești.
În 1950, comunele au trecut în administrarea raionului Bârlad din regiunea Bârlad, apoi (după 1956) raionului Berești și (după 1960) raionului Târgu Bujor din regiunea Galați. În 1968, a luat ființă orașul Berești, format dintr-o unică localitate urbană obținută prin comasarea satelor Berești-Sat și Berești-Târg. Restul satelor comunei Berești și ale comunelor Aldești, Balintești, Prodănești și Slivna au fost comasate într-una singură, numită Berești-Meria și cu statut de comună suburbană a orașului Berești. Tot atunci, satele Cioinagi, Ghirbățeni și Pochișcani au fost desființate și comasate cu satul Balintești. Conceptul de comună suburbană a dispărut în 1989 din administrația românească, iar comuna Berești-Meria a fost subordonată direct județului Galați.

## Monumente istorice
Un singur obiectiv din comuna Berești-Meria este inclus în lista monumentelor istorice din județul Galați ca monument de interes local: situl arheologic de la „Poarta Bâzanului” (2 km vest de satul Puricani), ansamblu alcătuit din două așezări, una din secolele al XI-lea–al X-lea î.e.n. (perioada Hallstatt) și una din paleolitic (10.000 de ani î.e.n.).

## Demografie
Componența etnică a comunei Berești-Meria
     Români (87,99%)
     Alte etnii (0%)
     Necunoscută (12,01%)
Componența confesională a comunei Berești-Meria
     Ortodocși (87,66%)
     Alte religii (0,07%)
     Necunoscută (12,27%)
Conform recensământului efectuat în 2021, populația comunei Berești-Meria se ridică la 3.023 de locuitori, în scădere față de recensământul anterior din 2011, când fuseseră înregistrați 3.771 de locuitori. Majoritatea locuitorilor sunt români (87,99%), iar pentru 12,01% nu se cunoaște apartenența etnică. Din punct de vedere confesional, majoritatea locuitorilor sunt ortodocși (87,66%), iar pentru 12,27% nu se cunoaște apartenența confesională.

## Politică și administrație
Comuna Berești-Meria este administrată de un primar și un consiliu local compus din 13 consilieri. Primarul, Adrian-Marian Ciucă[*], de la Partidul Social Democrat, este în funcție din 1 noiembrie 2024. Începând cu alegerile locale din 2024, consiliul local are următoarea componență pe partide politice:
|  | Partid                    | Consilieri | Componența Consiliului | Componența Consiliului | Componența Consiliului | Componența Consiliului | Componența Consiliului | Componența Consiliului | Componența Consiliului | Componența Consiliului |
|  | ------------------------- | ---------- | ---------------------- | ---------------------- | ---------------------- | ---------------------- | ---------------------- | ---------------------- | ---------------------- | ---------------------- |
|  | Partidul Social Democrat  | 8          |                        |                        |                        |                        |                        |                        |                        |                        |
|  | Partidul Național Liberal | 5          |                        |                        |                        |                        |                        |                        |                        |                        |

## Personalități născute aici
- Paul Bujor (1862 - 1952), zoolog, membru de onoare al Academiei Române;
- Ion Popescu (n. 1929), luptător;
- Petru Lificiu (n. 1950), inginer, politician, fost ministru;
- Valeria Cătescu (n. 1953), canotoare;
- Aurelian Stamate (n. 1960), fotbalist.